# Fáklya (regény)
A Fáklya (angolul: Heartfire) Orson Scott Card amerikai író alternatív történelem/fantasy regénye. Ez az ötödik könyv Card Teremtő Alvin meséi könyvsorozatából, és Alvin Millerről szól, egy hetedik fiú hetedik fiáról. A Heartfire-t 1999-ben Locus-díjra jelölték.

## Cselekmény
|  | Alább a cselekmény részletei következnek! |

Alvin feleségül veszi Peggyt, és ő egy lányt fogan (aki a könyv végére nem születik meg).
Alvin, Bizony Cooper, Arthur Stuart és Mike Fink mellett John James Audubon, a franciául beszélő madárfestő is csatlakozik hozzájuk. A csapat egy Bostonhoz közeli, puritánok által uralt helyre megy, ahol a boszorkánytörvényekkel kerülnek szembe.
Eközben Peggy a Királyi Kolóniákhoz megy - ezek olyan rabszolga tartó államok amelyek a Stuart-ház uralma alatt állnak - annak érdekében, hogy felszabadítsa a rabszolgákat.
Megismerjük Purity, egy puritán lány, történetét akinek a szüleit a fortélyuk használata miatt felakasztották (a fortély használatát a puritánok boszorkányságnak titulálták). Purity találkozik Alvin bandájával, és Arthur Stuart elmeséli neki az utazásuk teljes történetét. Purity azzal a meggyőződéssel megy el, hogy ők boszorkányok, és ezt elmondja Quillnek, egy helyi boszorkányvadásznak, aki gonosz, és szavait ellene és a fiúk ellen fordítja. Quill célja, hogy Purityval együtt felakassza őket.
Alvin, a zöld dalt segítségül hívva (amely lehetővé teszi a számukra, hogy több száz mérföldet fussanak, anélkül, hogy elfáradnának), elmegy Arthur Stuart, Mike Fink és Audubont társaságában, viszont útközben a többieket maga mögött hagyva visszafordul. Alvin feladja magát azoknak a férfiakat, akiket elküldtek, hogy bevigyék a "boszorkányokat", és eközben Bizony, a megfelelő pillanatot kivárva rejtőzik.
Purityt és Alvint Quill egy szűk körben futtatja, azért, hogy kifárassza őket - ez a kínzás egy féllegális formája, melynek célja, hogy beismerjék a boszorkányságot. Bizony eljön, és a megjelent tömeg előtt hangosan szidja Quillt, mondván, hogy amit csinál, az embertelen.
A tárgyaláson, Bizony Cooper a boszorkánytörvények megdöntése értejében emel vádat: az összes korábbi boszorkányperben a boszorkányvadász volt az, aki kapcsolatot hozott össze a Sátán és a vádlott között, miközben az már túlságosan meg volt félemlítve ahhoz, hogy ellenálljon. A bíró, John Adams eleinte szimpatikus, viszont felismeri, hogy a régóta gyakorlott törvények hirtelen megdöntése társadalmi instabilitást okozhat. Viszont Bárcsak bizonyítékai alapján New England összes boszorkányvadászának az engedélyét, állítólagos megtévesztés miatt, a bíróság felfüggeszti; és mivel engedélyeik visszaállításához, boszorkányvadászoknak egy polgári bíróságon kell bizonyítani az állításaikat, és mivel ez lehetetlen, ezzel gyakorlatilag megszűnnek boszorkányperek, miközben a törvények hatályban maradnak.
Calvin a fiatal francia író, Honoré de Balzac társaságában tért vissza Amerikába. Mindketten találkoznak Peggyvel, és Calvin komoly bajba kerül.
|  | Itt a vége a cselekmény részletezésének! |

## Magyarul
- Fáklya; ford. Horváth Norbert; Kalandor, Bp., 2008 (Teremtő Alvin meséi)

## Fordítás
- Ez a szócikk részben vagy egészben  a   Heartfire című angol Wikipédia-szócikk ezen változatának fordításán alapul.  Az eredeti cikk szerkesztőit annak laptörténete sorolja fel. Ez a jelzés csupán a megfogalmazás eredetét és a szerzői jogokat jelzi, nem szolgál a cikkben szereplő információk forrásmegjelöléseként.